# San Juan (Mira)
San Juan je rijeka u Južnoj Americi, na granici Kolumbije i Ekvadora. Desna je pritoka rijeke Mire, a pripada tihooceanskom slijevu.